# Vitioara de Sus
Vitioara de Sus – wieś w Rumunii, w okręgu Prahova, w gminie Predeal-Sărari. W 2011 roku liczyła 700 mieszkańców.